# Stenostomum occultum
Stenostomum occultum är en plattmaskart. Stenostomum occultum ingår i släktet Stenostomum och familjen Stenostomidae. Inga underarter finns listade i Catalogue of Life.